# النحت الياباني

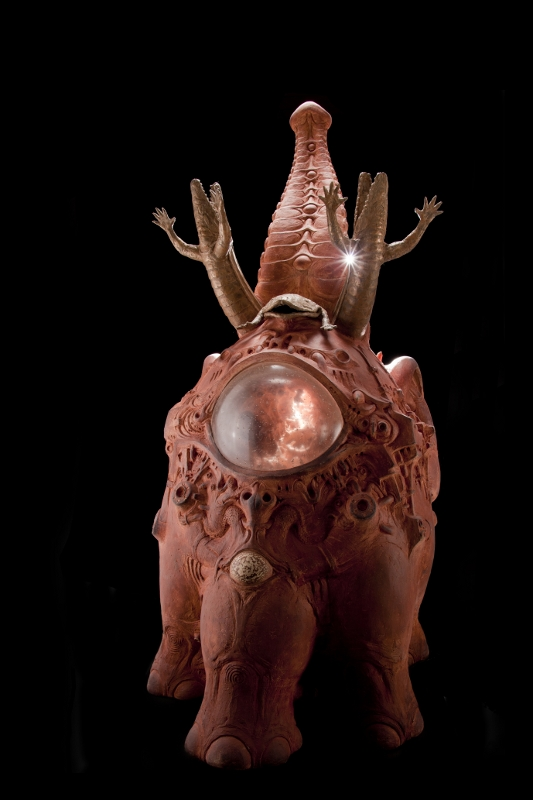
منحوتة هيرو أمانو

بدأ النحت في اليابان بالشكل الطيني تم إنتاج بعض الأواني الفخارية «ذات حواف اللهب» مع امتدادات للحافة لا يمكن تسميتها إلا نحتية وذلك قرب نهاية العصر الحجري الحديث الطويل، وتم إنتاج تماثيل صغيرة تشبه البشر والحيوانات فخارية منمقة للغاية والعديد منها يتميز بعيون جاحظة مميزة.
خلال فترة كوفون من القرن الثالث إلى القرن السادس الميلادي؛ تم نصب شخصيات هانيوا تيراكوتا للبشر والحيوانات بأسلوب مبسط خارج المقابر المهمة، جلب وصول البوذية في القرن السادس معها تقاليد متطورة في النحت؛ حيث توسطت الأساليب الصينية عبر كوريا، لقد نجا معبد هوريو-جي في القرن السابع ومحتوياته أكثر من أي معبد بوذي في شرق آسيا في تاريخه مع محتوياته من أعمال تشمل ثالوث شاكا المصنوع  عام ٦٢٣ م من البرونز ويظهر بوذا التاريخي محاطًا باثنين من بوديساتفا وأيضًا الملوك السماوية الأربعة.
يُقال إن جوتشو هو أحد أعظم النحاتين البوذيين ليس فقط في فترة هييان ولكن أيضًا في تاريخ التماثيل البوذية في اليابان، أعاد جوتشو تعريف شكل جسم تماثيل بوذا من خلال إتقان تقنية يوسيجي زوكوري التي هي مزيج من العديد من الأخشاب، أكمل التعبير السلمي والشخصية الرشيقة لتمثال بوذا الذي صنعه نمطًا يابانيًا من النحت لتماثيل بوذا تسمى جوتشو يو («نمط جوتشو») وحدد أسلوب التماثيل البوذية اليابانية في الفترة اللاحقة، أدى إنجازه إلى رفع الوضع الاجتماعي للبوشي (النحات البوذي) بشكل كبير في اليابان.
أسست عشيرة ميناموتو شوغونات كاماكورا في فترة كاماكورا وحكمت طبقة الساموراي اليابان بأكملها تقريبًا لأول مرة، ابتكر خلفاء يوتشو وهو نحات مدرسة كي للتماثيل البوذية تماثيل واقعية وديناميكية لتناسب أذواق الساموراي، ووصلت مكانة التمثال البوذي الياباني إلى ذروتها، اشتهر أونكي وكايكي وتانكي وصنعوا العديد من تماثيل بوذا الجديدة في العديد من المعابد مثل كوفوكو جي؛ حيث فقدت العديد من تماثيل بوذا في الحروب والحرائق. وتقريبًا جميع المنحوتات الكبيرة المهمة في اليابان كانت بوذية مع بعض نظيراتها من الشنتو، بعد تراجع البوذية في اليابان في القرن الخامس عشر فقد أصبحت المنحوتات الضخمة إلى حد كبير زخرفة معمارية وأقل أهمية من ذي قبل.
مع ذلك فقد تم تطوير العمل النحتي في الفنون الزخرفية إلى مستوى رائع من الإنجاز التقني والصقل في الأشياء الصغيرة مثل إينرو (هو صندوق ياباني تقليدي لحمل الأشياء الصغيرة) ونتسوكي (هو منحوتة مصغرة) في العديد من المواد والتوسوجو المعدني أو حوامل السيف اليابانية، في القرن التاسع عشر كان يتم صناعة وتصدير لمنحوتات برونزية صغيرة تم صناعتها ببراعة شديدة وتماثيل عاجية وخزفية وأنواع أخرى من المنحوتات الصغيرة مع التركيز بشكل كبير على الإنجاز الفني.

## الفن القديم
يشير الفن القديم إلى الأنواع العديدة من الفن التي تنتجها الثقافات المتقدمة للمجتمعات القديمة ذات الأشكال المختلفة للكتابة؛ مثل تلك الموجودة في الصين القديمة والهند وبلاد ما بين النهرين وبلاد فارس وفلسطين ومصر واليونان وروما.
ويتزايد الاهتمام بالفن القديم ويسعى الفنانون إلى إنتاج فن مماثل في أعمالهم الخاصة، قد تم العثور على أمثلة للفن القديم تمتلك خصائص مطابقة للفنون الحديثة وشخصيات الطين اليابانية القديمة مثل دوجو وهانيوا ليست استثناءات لهذه القاعدة.
لم يتمكن أي باحث من تحديد الوقت الذي انتقل فيه البشر إلى الأرخبيل الياباني، كان هؤلاء السكان الأوائل هم الذين طوروا في النهاية أول فن ياباني أصلي الأواني الفخارية الخشنة وفي منحوتات طينية تسمى دوجو التي ربما تكون ذات طابع ديني، استخدمها البعض في طقوس الخصوبة والبعض الآخر لطرد الأرواح الشريرة أو أشكال أخرى من الطقوس.

## فترتا أسوكا وهاكوهو
كان الخروج الياباني من فترة الفنون البدائية الأصلية مدفوعًا بشكل أساسي بإدخال البوذية إلى القارة الآسيوية في منتصف القرن السادس، جنبا إلى جنب مع الدين الجديد فقد جاء فنانون وحرفيون ماهرون من الصين إلى اليابان لبناء معابدها وأصنامها المنحوتة ونقل التقنيات الفنية إلى الحرفيين الأصليين.
يمكن رؤية أقدم الأمثلة على الفن البوذي في معبد هوريو جي في القرن السابع في نارا الذي تقع مبانيه نفسها في نمط محدد مع القاعة الرئيسية وبرج الجرس والمعابد والمباني الأخرى داخل ممر محاط بأسقف، تحتفظ بهالة من العصر القديم مع عدد لا يحصى من الكنوز الفنية المحفوظة داخل ممراته.
تحتوي نارا وجوارها على الغالبية العظمى من كنوز الأمة في الفترة المبكرة من الفن البوذي والمعروفة في تاريخ الفن باسم فترة أسوكا. يُظهر تمثال هذه الفترة تأثير الفن القاري (كما هو الحال مع معظم المنحوتات) وقد اتبع نحات أسوكا الشهير توري بوشي أسلوب تمثال نورث-وي وأنشأ ما أصبح يُعرف باسم مدرسة توري للنحت ومن الأمثلة البارزة على أعمال توري ثلاثي ساكياموني الذي هو الرموز الرئيسية للقاعة الذهبية لمعبد هوريو-جي وكانون بوديساتفا من قاعة يوميدونو في نفس المعبد والمعروف أيضًا باسم غوزي كانون.
تنتمي بعض أهم المنحوتات البوذية إلى فترة هاكوهو الفنية التي تلت ذلك عندما أظهر النحت تأثير تانغ، تم استبدال الهواء الغامض غير الواقعي لأسلوب توري السابق بوضعية مرنة ناعمة وجمال شبه حسي بشكل أكبر على طريقة مايتريا مع عيون ضيقة طويلة وملامح مخنثة لطيفة، يتم تخفيف عزلة منحوتة أسوكا السابقة إلى شكل أصلي أكثر ويجب أن نرى فيها حلًا وسطًا بين المثل الإلهي والإنساني.
وتتمثل المنحوتات التمثيلية لهذه الفترة في شو كانون من معبد ياكوشيجي ويوماتاغاي كانون من هوريو جي وكلاهما يظهر امتلاء اللحم المستدير داخل الطيات التقليدية للملابس، مما يعكس في ملامحهم الفنية لفن غوبتا يتم نقلها إلى اليابانية من خلال تانغ.

## فترة نارا
في الفترة من ٧١٠ -٧٩٣ ، تعلم النحاتون اليابانيون أسلوب تانغ العالي وأنتجوا أسلوبًا يسمى تمثال تينبيو الذي يظهر وجهًا واقعيًا وحجمًا صلبًا هائلاً والأقمشة الطبيعية وتمثيلًا للمشاعر.
أمر الإمبراطور شومو بوذا بعمل التمثال البوزي البرونزي الضخم المطلي بالذهب في معبد توداي جي الذي اكتمل في عام ٧٥٢ على الرغم من تدمير التمثال مرتين وإصلاحه فقد نجا جزء أصلي صغير منه.
من بين العديد من الأعمال الأصلية فإن معبد أسورا في كوفوكوجي هو تمثال طلاء جاف يظهر تمثيلًا دقيقًا للمشاعر، أما التماثيل الطينية فهي الحراس الأربعة في كايدانين وقسم من معبد توداي جي، أنتج مصنع رسمي وطني العديد من المنحوتات البوذية حسب تقسيم عمل توداي جي والمعابد الرسمية الأخرى.
تم صنع البرونز المطلي بالذهب والطلاء الجاف والطين والتراكوتا والحجر والمنحوتات الفضية في المصنع، بشكل عام كان النحاتون علمانيين وحصلوا على وضع رسمي وراتب، قد عرضت بعض الاستوديوهات الخاصة أيقونات بوذية على الناس وصنعها بعض الرهبان بأنفسهم.

## فترة هييان
لم يتم نقل المعابد الكبيرة إلى كيوتو عندما تم نقل العاصمة الإمبراطورية من نارا إلى كيوتو في عام ٧٩٤، كانت سلالة تانغ في الصين مصدر البوذية الجديدة التي دعمتها الحكومة، في عام ٧٨٩  تم إغلاق المصنع الشرعي زو تداي جي شي، عمل النحاتون المفصولون تحت رعاية المعابد الكبيرة في نارا والمعابد الجديدة للطائفة والمحكمة، سواء كانوا ينتمون إلى النظام أم لا فقد كان النحاتون يعتبرون رجال دين في المعبد وتم استخدام الخشب كمادة رئيسية.
تم تقسيم فترة هيان إلى فترتين من حيث الأسلوب: فترة هييان المبكرة وفترة هييان اللاحقة، كانت التماثيل البوذية الباطنية شائعة للغاية خلال فترة هييان المبكرة (٧٩٤ الي منتصف القرن العاشر).
تم استخدام أسلوب تانغ في الفترة اللاحقة من قبل كاكاي وسايش وسفراء آخرين للحكومة الإمبراطورية اليابانية إلى الصين، بالمقارنة مع الأعمال الفنية من فترة نارا  تبدو أجسام التمثال مهيبة وضخمة وثقيلة لأنها منحوتة من كتل خشبية واحدة، تماشياً مع سرية الطقوس البوذية الباطنية فإن أطرافها الضخمة وملامح الوجه المتشددة تقريبًا تمنحها إحساسًا بالغموض والرهبة في عيون المتفرج، يتميز النمط بستائر منحوتة بشدة مع طيات مستديرة متناوبة ومقطوعة بشكل حاد وابتكر اليابانيون تماثيل عملاقة لأكالا وهو أحد الآلهة البوذية الباطنية.
أدى صقل الثقافة الملكية وشعبية عبادة أميدا خلال فترة هييان اللاحقة (منتصف القرن العاشر حتى القرن الثاني عشر) إلى ظهور نمط جديد يتضمن خصائص أكثر نعومة وهدوءًا ومصقولًا بنسب أصغر.
شكّل النحاتون التماثيل بصور يابانية وقد تأثر النحاتين في جميع أنحاء العالم بجينشين زعيم طائفة الأرض النقية (عبادة أميدا)، أميدا بوذا في بيد إن وأوجي التي أنشأها المايسترو جش والذي أنشأ قانون النحت البوذي وبدأ النحاتون في استخدام العديد من الكتل الخشبية عندما بدأوا في استخدام تقنية يوسيجي زوكوري مما أكسبه لقب خبير.
بمساعدة المتدربين يمكن للحرفيين الرئيسيين الإنتاج في مشاغلهم في كيوتو وتم تأسيس ورشة عمل تعاونت مع البلاط الإمبراطوري من قبل حفيد جش بينما كان لا يزال في المدرسة وهي تُدعى مدرسة [جا] التي تأسست أيضا في مشغل سانجي في كيوتو.

## فترة كاماكورا
تُعرف فترة كاماكورا باسم عصر النهضة اليابانية في النحت، هذه المنحوتات التي هي من نسل جش  كانت رائدة من قبل مدرسة كي. من خلال الجمع بين جوانب أسلوب تينبيو من فترة نارا وطريقة يوسيجي زوكوري التي طورها جش في فترة هيان فإنهم ابتكروا أسلوبًا واقعيًا جديدًا للنحت البوذي ونجحوا في نقل عواطفهم والأحاسيس ثلاثية الأبعاد وحركاتهم أكثر من ذي قبل في منحوتاتهم التي تتميز بالتعبيرات الحادة والصارمة والأجسام العضلية والثلاثية الأبعاد والوضعيات والملابس التي تعبر عن الحركة، عكست هذه الواقعية تفضيلات الساموراي الذين كانوا مسؤولين عن حكم اليابان منذ عهد كاماكورا وتبين أنهم مشترون جدد للتماثيل البوذية.
من ناحية أخرى لم تظهر المنحوتات المصنوعة من الطين والطلاء الجاف والنقش والتراكوتا من جديد بل استخدموا في الغالب الخشب وأحيانًا البرونز.
أسست مدرسة كي نفسها في العاصمة القديمة نارا (٧١٠ -٧٩٣) ونفذت عملها في معابد كبيرة هناك، تم إعادة بناء العديد من المعابد التي دمرت في الصراعات في أواخر القرن الثاني عشر خلال فترة كاماكورا من قبل الحكومة العسكرية لشوغونات كاماكورا ومحكمة كيوتو، تم إعادة بناء العديد من المباني أو إصلاحها بالإضافة إلى العديد من المنحوتات و ينعكس طابع «النهضة» في هذا المشروع.
أونكي وهو الأكثر شهرة من النحاتين في مدرسة كي وأشهر إبداعاته هي زوج من كونغ ريكيشي الهائل في تداي جي والمنحوتات الشبيهة بالصور للرهبان الهنود في - كفوكو جي - وهي روائع معقدة. أصبح ستة من أبناء أونكي نحاتين وكانت الإنسانية الجديدة واضحة في كل من إبداعاته، كان مدير الاستوديو تانكي وهو الابن الأكبر الموهوب ومدير الاستوديو ونحات مبدع، أما الابن الرابع شلن كيني فقد صنع التمثال الرائع للسيد البوذي الياباني كويا من القرن العاشر ( ٩٠٣- ٩٧٢ ) وعمل كايكي مساعد أونكي معه، كان من أتباع حركة الأرض النقية وتعاون مع الكاهن تشجن (١١٢١ - ١٢٠٦) وهو مدير مشروع إعادة إعمار تداي جي، العديد من شخصياته أكثر مثالية من شخصيات أونكي وأبنائه وتتميز بسطح منتهي بشكل جميل مزين بشكل غني بالأصباغ والذهب، نجا أكثر من ٤٠ من أهم أعماله هو ثلاثي أميتابها لأونو جودو جي  (١١٩٥).
كان تمثال بوذا الموجود في سانجسانجين-دي المكون من ١٠٣٢ تمثالًا أنشأها نحاتو التماثيل البوذية من مدرسة كي وهو أحد أكثر الأعمال استثنائية للفن البوذي في ذلك الوقت؛ يتم التعرف على جميع تماثيل بوذا ككنوز وطنية ويتم إنشاء الإعداد الرسمي من خلال صورة سينجو كانون المركزية المحاطة بـ ١٠٠١ صورة لسينجو كانون و ٢٨ من الحاضرين في سينجو كانون وفجين ورايجين.
عمل النحاتون أيضا في كاماكورا شوغن والعشائر العسكرية الأخرى، أنتجوا منحوتات بوذية وصورة لهم وصُنع تمثال أميتابها بوذا البرونزي الضخم في كاماكورا كختوكو في عام ١٢٥٢، ساهمت جميع طبقات المجتمع بأموال لصنع هذا البرونز الضخم ورفعت هذه الرعاية واستبدلت في بعض الأحيان الرعاية السابقة للرجال الأثرياء والأقوياء.

## فترة موروماتشي وفترة سينجوكو
انخفضت المنحوتات البوذية من حيث الكم والنوعية واستنكرت بوذية الزن الجديدة صور بوذا وكانت المعابد الكبيرة للطوائف القديمة في حالة من الحزن في ظل الحروب الأهلية وأصبحت المنحوتات عبارة عن بورتريه لأساتذة الزن نوعًا جديدًا خلال هذه الفترة، كما ازدهر فن نحت الأقنعة لمسرح نوه وقد ازدهرت وتحسنت من القرن الخامس عشر إلى القرن السابع عشر.

## فترة إيدو
كانت هنالك حاجة إلى النحاتين لإعادة بناء المعابد البوذية التي تضررت من النزاعات الأهلية، إن غالبية التماثيل الجديدة منحوتة تقليديًا من الخشب مطلية بالذهب أو متعددة الألوان و يفتقر معظمهم إلى الحس الفني، مع ذلك ابتكر بعض النحاتين البوذيين صورًا مصنوعة من الخشب محفورة بخشونة وغير مطلية. موكوجيكي ( ١٧١٨- ١٨١٠) وإنك (١٦٣٢ - ١٦٩٥) هما مثالان لذلك فقد قاموا بجولة في جميع أنحاء اليابان وصنعوا قطعًا ضخمة للاستخدامات الاحتفالية والتبشيرية وشهد القرن العشرين إعادة تقييم ممارساتها القديمة والروحية. وطوال القرن السابع عشر استمرت حرفة الأقنعة المنحوتة لـنوه في إنتاج قطع فائقة الدقة.
تقدم التحضر في جميع أنحاء اليابان طوال فترة إيدو ونمت ثقافة المدينة بشكل ملحوظ، اكتسب إنرو ونتسوكي شعبية كإكسسوارات للرجال خلال هذا الوقت، كانت الموضوعات الأساسية لنتسوكي وهي منحوتات معقدة مصنوعة من الخشب والعاج وحيوانات ومخلوقات خيالية.يوجد العديد من جامعي نيتسوكي حتى الآن لأنها صغيرة وبسيطة لتتراكم وتم لصق العديد من المنحوتات على طراز جونغن زوكوري ضريح الشنتو المباني في هذا الوقت.

## فترة ميجي إلى العصر الحديث
عندما سلمت شوغونية توكوغاوا السلطة إلى الإمبراطور في أواخر القرن التاسع عشر سرعان ما قامت اليابان بالتحديث، تخلصت من طبقة الساموراي وبدأت في تبني أنماط الموضة الغربية، نتيجة لذلك فقد شهد الحرفيون الذين أنتجوا السيوف اليابانية والدروع والنيتسوكي والكيسيرو والإيرو والمفروشات انخفاضًا في الطلب، إلا أن بمساعدة الإدارة الجديدة فقد تمكنوا من البدء في إنتاج منحوتات معدنية وعاجية وخشبية معقدة للغاية التي تم تصديرها لاحقًا إلى الولايات المتحدة وأوروبا.
تطور النحت الياباني خلال عصري ميجي وتايش من إنشاء القطع الأثرية التعبدية إلى الأشياء الزخرفية وفي النهاية إلى الفن الراقي تم تقديم البرونز المصبوب الياباني لجمهور أجنبي جديد من خلال المعارض الدولية مما حظي بإشادة كبيرة.
يمكن لعمال المعادن اليابانيين تصنيع التشطيبات المعدنية بمجموعة متنوعة من الألوان بسبب معرفتهم بالتطوير السابق لأسلحة الساموراي، طوروا سبائك متخصصة مثل الشكود والشيبويتشي عن طريق خلط وتكرير النحاس والفضة والذهب بنسب مختلفة؛ كما يمكن عمل تزيين كامل بالألوان بواسطة فنان يستخدم هذه المجموعة المتنوعة من المعادن والتشطيبات
أدى إدخال الجبس والمنحوتات البطولية ومفهوم النحت في مدرسة باريس كـ «شكل فني» إلى إعادة النحت إلى المشهد الفني الياباني نتيجة لتأثير أشكال الفن الغربي، تم تنفيذ هذه المفاهيم إلى جانب استعادة دعم الدولة في اليابان في أواخر القرن التاسع عشر مما أدى إلى إعادة النشاط لفن النحت.
من أجل إنشاء حكومة مركزية برئاسة الإمبراطور الذي كان أكبر كاهن لشنتو فقد حظرت الحكومة الجديدة التوفيق القديم بين الشنتو والبوذية وأمرت أتباعها بفصل المعابد البوذية وأضرحة الشنتو في عام ١٨٦٨، أدى ذلك إلى بدء بعض كهنة الشنتو في هدم المعابد البوذية كرد انتقامي وفي جهودهم السياسية للدفاع عن الفن البوذي بذل أوكاكورا تينشين وآخرون الكثير من الجهد، نتيجة لذلك فقد ذكرت الحكومة أن البوذية ستكون محمية و بعد عام ١٨٧٤ توقف الدمار ولكن فقدت العديد من التماثيل البوذية التي لا تقدر بثمن.

## الفن المعاصر
تم التخلي عن المدرسة الفرنسية التصويرية لرودان ومايول بعد الحرب العالمية الثانية وتم تفضيل الأشكال والمواد الحديثة العدوانية الحديثة وميزت هذه المنحوتات التجريبية الجديدة بوفرة من المواد والتقنيات التي تضمنت أيضًا مفاهيم الوهم البصري وفن "البوب" (الفكرة الشعبية) وقد تجاوز بعض الفنانين الأكثر إبداعًا حدود المادية من خلال العمل كنحاتين أو رسامين أو صانعي طباعة.
كانت مدرسة مون-ها تجسيدًا لمفاهيم التنسيب السياقي للأشياء الطبيعية مثل الحجر والخشب والخيزران والورق في التفاعلات مع الناس ومحيطهم في السبعينيات، أنهى الفنانون المنتسبون إلى مدرسة مون-ها المناهضة للشكليات التي سيطرت على الطليعة في السنوات العشرين الماضية من خلال التأكيد على الأهمية النسبية باعتبارها الجزء الأكثر أهمية من الفن، أدى هذا التركيز المنتشر على الروابط بين الأشياء والأشخاص في الفنون إلى تقدير متزايد للخصائص «اليابانية» في البيئة والعودة إلى المفاهيم والأشكال الفنية الأصلية، كان من بين هذه القواعد احترام العالم الطبيعي والعديد من الأفكار البوذية التي طبقها البناة لحل مشاكل الزمان والمكان، لأن الفنانين نظروا إلى داخل مجتمعهم وخارجه للحصول على الإلهام والدعم فقد أُعيد النظر في الكثير من العقيدة الغربية ورفضها تمامًا، بدأ الفنانون في إنتاج شكل جديد من الفن كان حديثًا وآسيويًا في إلهامه وتعبيره ولكنه كان لا يزال جزءًا كبيرًا من المشهد العالمي من أواخر السبعينيات إلى أواخر الثمانينيات، بدلاً من دمج الأفكار الغربية فقط؛ حيث ركز هؤلاء الفنانون على نقل فرديتهم وجمالياتهم الوطنية.
في الثمانينيات غالبًا ما تم استخدام النحت الخارجي الذي اكتسب شعبية مع بناء متحف هاكون المفتوح في عام ١٩٦٩، قام المهندسون المعماريون المشهورون بدمج المنحوتات في تصميماتهم للمباني وخطط المدن ومولت المدن منحوتات خارجية واسعة النطاق للحدائق والساحات  قد تم تسليط الضوء على موقع النحت في بيئته الطبيعية بينما نمت شعبية المتاحف والمعارض الخارجية، كانت غالبية المنحوتات الخارجية مصنوعة من الفولاذ المقاوم للصدأ أو البلاستيك أو الألومنيوم لأن حجر النحت الصلب لا يوجد بشكل طبيعي في اليابان وتم استخدام هذه المواد لتركيبات آلة الضغط من الفولاذ أو لتصميمات فائقة الحداثة في الألومنيوم المصقول.
تأثر الفنانون بشدة بالتكنولوجيا العالية المعاصرة مما أدى إلى قيامهم بتجارب باستخدام أشكال ديناميكية مثل الأقواس المرنة والمنحوتات القائمة على استخدام الضوء، خلال أواخر السبعينات وحتى الثمانينات فقد تطورت مكونات الفيديو وفن الفيديو بسرعة وعلى عكس التصور الغربي الشائع للنحت كشيء ذو ملامح محدودة ودائمة يمكن القول أن النحاتين التجريبيين اليابانيين الجدد يبنون أشكالهم باستخدام المفاهيم البوذية.
استخدم العديد من الفنانين الخشب والمواد الطبيعية الأخرى على نطاق واسع في الثمانينات فهم يضعون الآن قطعهم في مناطق مغلقة. علاوة على ذلك فقد استخدم كل من الفنانين الأكبر سنا مثل كيوبي كيوميزو وهيديتوشي ناغاساوا بالإضافة إلى المجموعة الأحدث التي يرأسها شيجيو تويا إحساسا يابانيا بالحركة الإيقاعية وهو ما تم التعبير عنها بأشكال متكررة على أنها حركة إيمائية منهجية.